# Nosopsyllus nilgiriensis
Nosopsyllus nilgiriensis är en loppart som först beskrevs av Jordan et Rothschild 1921.  Nosopsyllus nilgiriensis ingår i släktet Nosopsyllus och familjen fågelloppor. Inga underarter finns listade i Catalogue of Life.